# Jeremy Bokila
Jeremy Loteteka Bokila (Kinshasa, 14 de novembro de 1988) é um futebolista profissional congolês que atua como atacante.

## Carreira
Jeremy Bokila representou o elenco da Seleção da República Democrática do Congo de Futebol no Campeonato Africano das Nações de 2017.

## Títulos
RDC
- Campeonato Africano das Nações: 2015 - 3º Lugar.